# Bheki Mseleku
Bhekumuzi Hyacinth Mseleku, généralement connu comme Bheki Mseleku (3 mars 1955 - 9 septembre 2008) est un musicien de jazz sud-africain. À la fois pianiste, saxophoniste, guitariste, compositeur et arrangeur, il était entièrement autodidacte.

## Biographie
Le père de Mseleku était un musicien et un professeur, diplômé en musique de l'université de Cambridge. En raison de ses croyances religieuses, il interdisait à ses enfants de jouer du piano droit familial, de peur que l'un d'entre eux ne démontre un intérêt pour la musique, activité qu'il jugeait « diabolique ». La mère de Bheki Mseleku laissait son  fils en jouer en l'absence de son père, mais le piano finit comme bois de chauffage un soir d'hiver. Encore enfant, Mseleku perdit l'usage des articulations supérieures de deux doigts de la main droite à la suite d'un accident de karting. Il expliqua en 1994 que c'était la conséquence de l'accès limité aux soins médicaux dont disposaient les Noirs sud-africains sous l'apartheid.
Mseleku commença sa carrière musicale à Johannesbourg en 1975 en tant que joueur d'orgue électrique pour un groupe R&B, Spirits Rejoice. Après avoir joué au Newport Jazz Festival en 1977, Mseleku vécut quelque temps au Botswana, puis s'installa à Londres, en Angleterre, dans les années 1970. Il tenta ensuite de se faire connaître comme musicien de jazz à Stockholm entre 1980 et 1983, mais finit par retourner à Londres. Il fallut attendre 1987 pour que Mseleku fasse ses débuts au célèbre club de jazz de Ronnie Scott, en tant que pianiste. Il était accompagné par d'autres musiciens et tenait un saxophone sur ses genoux.
Son album Celebration (1991), sur lequel étaient invités Courtney Pine et un certain nombre de musiciens britanniques, fut nommé pour un Mercury Music Prize en 1992. Il signa ensuite un contrat pour plusieurs albums avec Verve Records, un label de jazz américain. Pour le premier d'entre eux, plusieurs musiciens américains, dont Joe Henderson, Abbey Lincoln et Elvin Jones, prirent part à l'enregistrement. En 1996, Mseleku remporta un KORA All Africa Music Award, dans la catégorie du meilleur instrumentiste (Afrique du Sud).
Dans son dernier disque, Home at Last (2003), Mseleku, qui se revendique « citoyen du monde », explore le concept de « foyer » comme « une construction spirituelle composée de personnes et de relations particulières, aux côtés desquelles on a partagé les difficultés de la vie, ainsi que celles qu'on a laissées derrière soi pour les revoir plus tard ».
Mseleku était diabétique et fut considéré un temps comme bipolaire. Il passa ses dernières années en Afrique du Sud, mais sans parvenir à y percer. Il fut très affecté par le cambriolage de son domicile, notamment parce qu'il perdit l'embout utilisé par John Coltrane pour l'enregistrement de A Love Supreme, qu'Alice Coltrane lui avait offert à Newport. 
Au cours des deux dernières années de sa vie, il joua avec succès en Angleterre avec un nouveau groupe qu'il avait monté à Londres. Bheki Mseleku mourut dans son appartement de Londres en 2008.

## Discographie
- 1991 : Celebration (World Circuit)
- 1992 : Meditations (Verve Records)
- 1993 : Timelessness (Verve Records)
- 1995 : Star Seeding (Polygram Records)
- 1997 : Beauty of Sunrise (Polygram)
- 2003 : Home at Last (Sheer Sound)

## Sources
- (en) Cet article est partiellement ou en totalité issu de l’article de Wikipédia en anglais intitulé « Bheki Mseleku » (voir la liste des auteurs).
- (en) John Fordham, « Obituary - Bheki Mseleku: Versatile South African jazz musician who escaped apartheid to settle in Britain », The Guardian, 15 septembre 2008